# سيرخيو ريكو
سيرجيو ريكو (بالإسبانية: Sergio Rico؛ مواليد 1 سبتمبر 1993) لاعب كرة قدم إسباني يلعب  حارس مرمى يلعب مع نادي الغرافة القطري.
وقد تم استدعاؤه للعب مع منتخب إسبانيا لكرة القدم في تصفيات بطولة أمم أوروبا لكرة القدم 2012 يبلغ طول اللاعب 195 سم.

## مسيرته الكروية
لعب سيرخيو ريكو خلال مسيرته الاحترافية مع 4 أندية في عشرة مواسم ضمن 180 مباراة. ولم يفز بأي موسم بالكأس وفاز في موسم واحد بالدوري.
خاض سيرخيو ريكو مسيرته مع نادي إشبيلية أتلتيكو في موسم 2010–11 ليلعب معه أربعة مواسم، مشاركًا في 35 مباراة ولم يسجل أي هدف. ثم انتقل إلى نادي إشبيلية في موسم 2014–15 ليلعب معه أربعة مواسم، حيث شارك في 114 مباراة. لينتقل بعدها إلى نادي فولهام في موسم 2018–19 لمدة موسم واحد، مشاركًا في 29 مباراة . ثم انتقل إلى نادي باريس سان جيرمان في موسم 2019–20 لمدة موسم واحد، مشاركًا في مباراتين . و وقع مع نادي الغرافة القطري في عام 2024 للمشاركة في البطولات الخارجية.

## وصلات خارجية
- سيرخيو ريكو على موقع الاتحاد الأوربي (الإنجليزية)
- سيرخيو ريكو على موقع إي إس بي إن إف سي (الإنجليزية)
- سيرخيو ريكو على موقع قاعدة بيانات كرة القدم.إي يو (الإنجليزية)
- سيرخيو ريكو على موقع ليكيب (الفرنسية)
- سيرخيو ريكو على موقع ناشيونال فوتبول تيمز (الإنجليزية)
- سيرخيو ريكو على موقع Soccerbase.com (لاعب) (الإنجليزية)
- سيرخيو ريكو على موقع Soccerway.com (الإنجليزية)
- سيرخيو ريكو على موقع عالم كرة القدم.نت (الإنجليزية)
- سيرخيو ريكو على موقع كووورة
- سيرخيو ريكو على موقع AS.com (الإسبانية)
- سيرجيو ريكو على موقع سوكرواي
- سيرجيو ريكو على موقع بي دي فوتبول